# Bestuurlijke indeling van Australië
Australië (officieel Gemenebest van Australië, Commonwealth of Australia) kent als bestuurlijke indeling naast de centrale overheid ook andere bestuurslagen, territoriale onderdelen waar regels vastgesteld en beslissingen worden genomen over bepaalde gebieden en hun bewoners. Het betreft de volgende bestuurslagen:
| federaal niveau                                  | staatsniveau                            | lokaal niveau                                   |
| Gemenebest Australië (Commonwealth of Australia) | staten - state                          | lokale bestuursgebieden - local government area |
| Gemenebest Australië (Commonwealth of Australia) | territorium - territory                 |                                                 |
| Gemenebest Australië (Commonwealth of Australia) | territorium - territory                 | lokale bestuursgebieden - local government area |
| Gemenebest Australië (Commonwealth of Australia) | territorium - territory                 |                                                 |
| Gemenebest Australië (Commonwealth of Australia) | externe territoria - external territory | lokale bestuursgebieden - local government area |
| Gemenebest Australië (Commonwealth of Australia) | externe territoria - external territory |                                                 |
| 1. 2. 3. 4. 5. 6. 7. 8.                          |                                         |                                                 |

Australië bestaat uit zes staten en tien federale territoria, waarvan drie interne territoria en zeven externe. De tabel hieronder geeft een overzicht van de interne gebiedsdelen.
| Staat of territorium                   | Officiële afkorting | Hoofdstad | Oppervlakte in km² | Aantal inwoners (2003) | Type        |
| -------------------------------------- | ------------------- | --------- | ------------------ | ---------------------- | ----------- |
| Australisch Hoofdstedelijk Territorium | ACT                 | Canberra  | 2358               | 322.000                | Territorium |
| Jervisbaaiterritorium                  | JBT                 | -         | 74                 | 611                    | Territorium |
| New South Wales                        | NSW                 | Sydney    | 800.642            | 6.609.000              | Deelstaat   |
| Noordelijk Territorium                 | NT                  | Darwin    | 1.349.129          | 219.900                | Territorium |
| Queensland                             | Qld.                | Brisbane  | 1.730.648          | 3.635.000              | Deelstaat   |
| Tasmanië                               | Tas.                | Hobart    | 68.401             | 473.000                | Deelstaat   |
| Victoria                               | Vic.                | Melbourne | 227.416            | 4.823.000              | Deelstaat   |
| West-Australië                         | WA                  | Perth     | 2.529.875          | 1.906.000              | Deelstaat   |
| Zuid-Australië                         | SA                  | Adelaide  | 983.482            | 1.515.000              | Deelstaat   |

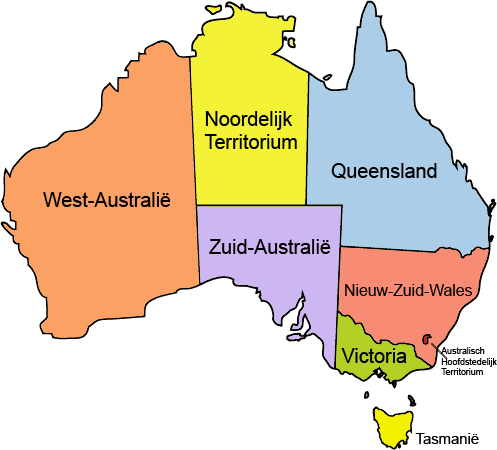
Kaart

De zeven externe territoria zijn gebieden die rechtstreeks bestuurd worden door de Australische federale overheid en die niet op het Australisch vasteland liggen.

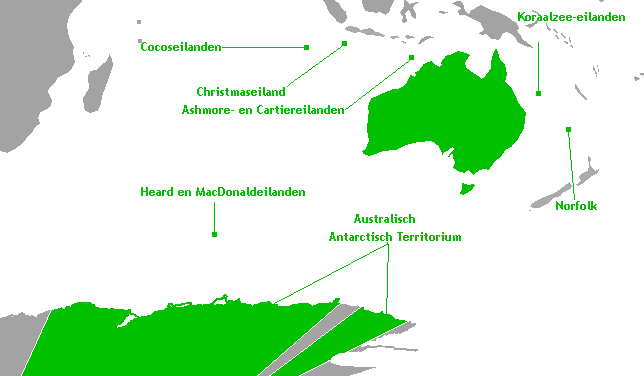
Kaart

| Extern territorium                  | Officiële afkorting | Hoofdstad        | Oppervlakte in km² | Aantal inwoners (2003)   | Gebied          |
| ----------------------------------- | ------------------- | ---------------- | ------------------ | ------------------------ | --------------- |
| Ashmore- en Cartiereilanden         |                     | -                | 5                  | onbewoond                | Indische Oceaan |
| Australisch Antarctisch Territorium | AAT                 | -                | 5.896.500          | geen permanente inwoners | Antarctica      |
| Christmaseiland                     |                     | Flying Fish Cove | 135                | 1560                     | Indische Oceaan |
| Cocoseilanden                       |                     | Westeiland       | 14                 | 632                      | Indische Oceaan |
| Heard en McDonaldeilanden           |                     | -                | 412                | onbewoond                | Indische Oceaan |
| Koraalzee-eilanden                  |                     | -                | 22                 | onbewoond                | Stille Oceaan   |
| Norfolk                             |                     | Kingston         | 35                 | 2037                     | Stille Oceaan   |